# Oliver Friggieri
Oliver Friggieri (Floriana, 1947. március 27. – 2020. november 21.) máltai író, műfordító, újságíró, a Máltai Egyetem máltai tanszékének vezető professzora. A Klabb Kotba Maltin kiadó alapítója, 1980-tól a Journal of Maltese Studies szerkesztője.

## Élete
Mélyen vallásos családban született. Rövid ideig az érseki szemináriumban papi pályára készült, majd a milánói Katolikus Egyetemen folytatta a tanulmányait, végül a Királyi Máltai Egyetemen szerzett diplomát. 1968-tól állami iskolákban tanított máltai nyelvet és irodalmat, valamint filozófiát. 1971-ben a Sagħtar nemzeti diákmagazin alapítója. 1975-től tanársegéd lett a Máltai Egyetemen, majd 1978-ban PhD fokozatot szerzett La Cultura Italiana del Romanticismo e la Poesia Maltese (A romantika olasz kultúrája és a máltai költészet) című dolgozatával. 1980-tól szerkeszti a Journal of Maltese Studies (Máltai tanulmányok folyóirata) című lapot. 1989-ben az ő kezdeményezésére és szervezésében zajlott az első Nemzeti Kulturális Kongresszus. 1990-től az egyetem rendes professzora. 1996-ban kiadja az irodalmi kifejezések első teljes máltai-angol szótárát (Dizzjunarju ta' Termini Letterarji). Emellett az Il-Mument című lap kolumnistája. Hobbija a kertészkedés.

## Irodalmi pályája
Három nyelven, máltaiul, angolul és olaszul ír. Műveit számos nyelvre, köztük magyarra is lefordították. Legfontosabb témái az emberi szenvedés, az ember kapcsolata Istennel, a történelem és az ember sorsának összefonódása, és azok a nemzeti témák – úgy történelmi, mint helyi vallási – amelyek Málta identitását adják. Ő az első máltai oratórium, a Pawlu ta' Malta szövegírója, és az első máltai kantáta, a L-Għajna ta' Malta szerzője.
Gyakorlati téren is sokat tett az irodalomért: a Klabb Kotba Maltin (Máltai Könyvklub, 1971) kiadó alapítója, a Moviment Qawmien Letterarju (Az irodalom előmozdításáért mozgalom) titkára (1970-71).

## Elismerések
- XIV Concorso Silarus: 1. díj Irodalomkritika (1982)
- Premio Mediterraneo Internazionale (Palermo, 1988)
- Malta Government Literary Award (1988, 1996, 1997, 1999)
- Premio Sampieri per la Poesia (1995)
- Al Merito della Repubblica Italiana (az Olasz Köztársaság bátorsági érdemrendje, 2012)[1]

## Művei
- Dħaħien fl-imħuħ (Füst az elmében, 1967)
- Malta – The new poetry (Málta – Az új költészet. Versgyűjtemény, 1971, társszerző)
- Dwal fil-Persjani (Fények Perzsiában. Versek, 1971, társszerző)
- L-ġidba (A hazugság. Regény, 1977)
- Cross winds – An anthology of post-war maltese poetry (Oldalszél – A háború utáni máltai költészet antológiája. Versgyűjtemény, 1980, társszerző)
- L-istramb (1980)
- Fil-parlament ma jikbrux fjuri (A parlamentben nem nőnek virágok. Novellák, 1986)
- Stejjer għal qabel jidlam (Történetek éjfél előtti olvasásra. Novellák, 1986)
- Fil-Gżira taparsi jikbru l-fjuri (A szigeten sem nőn virág. Novellák, 1991)
- Mal-fanal ħemm ħarstek tixgħel (versek, 1988)
- Rewwixta (Lázadás. Verses dráma, 1990)
- Il-belt rebbieħa (A győzelmes város. Regény, 1990)
- Koranta and other short stories from Malta (Koranta és más novellák Máltáról. Novellák, 1994)
- A distraught pilgrim: Poems (Megzavart vándor. Versek, 1997)
- Poeżiji (Versek, 1998)
- Ġiżimin li qatt ma jiftaħ (A jázminok mindig nyílnak. Regény, 1998)
- It-Tfal Jigu bil-Vapuri (A gyermekeket hajó hozza, 2000)

### Egyéb munkái
- Dun Karm, the national poet of Malta (Dun Karm, Málta nemzeti költője, 1985)
- Il- kuxjenza nazzjonali Maltija: lejn definizzjoni storika-kulturali (A máltai nemzeti öntudat: a történelmi-kulturális definícióhoz) San Ġwann: PEG, 1995
- Fjuri li ma jinxfux (A virágok nem száradnak el. Önéletrajz)[2]

### Magyarul megjelent művei
- Koránta és más történetek Máltáról; ford. Boda Magdolna; Boda Magdolna–Bába, Szeged, 2007
- A jázminok mindig nyílnak; ford. Boda Magdolna; Boda Magdolna–Bába, Szeged, 2009
- A gyerekeket a hajó hozza; ford. Boda Magdolna; Boda Magdolna–Bába, Szeged, 2013
- Hazugságban; ford. Boda Magdolna; Boda Magdolna, Szeged, 2014
- Horgony a kikötő közepén; ford. Boda Magdolna; Boda Magdolna, Szeged, 2015
- A kívülálló; ford. Boda Magdolna; Boda Magdolna, Szeged, 2016
- Szépidő, vigyél haza; ford. Boda Magdolna; Boda Magdolna, Szeged, 2016